# 望月金鳳
望月 金鳳（もちづき きんぽう、弘化3年3月3日（1846年3月29日） - 大正4年（1915年）6月18日）は、日本の明治時代に活躍した四条派の日本画家。

## 略伝
大坂平野町（現在の大阪市中央区）で、接骨医・平野浄恵の次男として生まれる。幼名は数馬、後に学、別号を小蟹。後に望月家を継いだ。
9歳頃、林仁鳳に円山派の手ほどきを受け、この頃は芳林と号した。後に四条派の西山芳園・完瑛にも学び、金鳳と号する。17歳のとき剣道で身を立てようと養家を去り新陰流を修め、京都近辺の志士剣客と交わる。しかし、時勢の変化で武術の道は諦め、22、23歳ごろ諸国を遊歴する。明治9年（1976年）上京して内務省で勤めた後、開拓使へ仕官した。30歳から15年間北海道で官吏として暮らすなか、多くの動物を飼いながらその生態を観察して写生に努めた。
明治15年（1882年）第1回内国絵画共進会に北海道から作品を送る。明治23年（1890年）職を辞して再び上京。第3回内国勧業博覧会に出品し、浅草松清町に塾を開く。主に日本美術協会に動物画を出品し、しばしば賞を得た。明治29年（1896年）日本絵画協会が結成されると、「枯木悍鷲」で一等褒状を受賞する。しかし、明治31年（1898年）日本絵画協会の審査方針に不満を抱いた野村文挙、鈴木華邨らと日本画会を結成し、その審査員となる。「新機軸」という言葉を嫌い、拙くても自分で研究した絵を描けと門弟に指導した。明治40年（1907年）第1回文展では審査員選定の不満から高島北海、益頭峻南らと正派同志会を組織し幹事となった。翌第2回文展からは出品し審査員も務め、日本美術協会出品作はしばしば宮内庁買上げとなった。大正4年（1915年）動脈瘤のため死去。享年69。跡は養子の望月青鳳が継いだ。

## 作品
| 作品名     | 技法     | 形状・員数 | 寸法（縦x横cm） | 所有者             | 年代               | 落款・印章                    | 備考                                                          |
| ---------- | -------- | ---------- | --------------- | ------------------ | ------------------ | ----------------------------- | ------------------------------------------------------------- |
| 枯木寒鳶図 | 絹本墨画 | 1幅        | 154.2x85.9      | 三の丸尚蔵館       | 1899年（明治32年） | 款記「金鳳」/「金朋」朱文瓢印 | 同年11月の日本美術協会秋季美術展覧会3等賞銅牌、宮内庁買上げ。 |
| 金閣寺     | 絹本淡彩 |            | 28.9x22.1       | 飯田市美術博物館   | 1903年（明治36年） |                               |                                                               |
| 孔雀之圖   | 絹本墨画 | 1幅        | 178.4x95.4      | 嘯月美術館         | 1914年（大正3年）  |                               |                                                               |
| 月に狸     | 絹本墨画 | 1幅        | 115x42          | 韓国国立中央博物館 | 不詳               | 款記「金鳳」/朱文方印         |                                                               |